# Cavaller verd
El Cavaller verd és un personatge del poema artúric del segle XIV Sir Galvany i el Cavaller verd, així com de l'obra relacionada The Greene Knight, de finals del segle xvi. En el primer llibre la seva veritable identitat correspon a la de Bercilak d'Hautdesert, mentre que a The Greene Knight és en realitat un tal Bredbeddle. També apareix com un dels millors campions del rei Artús en la balada fragmentària i més tardana (segle xvii) King Arthur and King Cornwall, on és anomenat de nou Bredbeddle.
El seu significat principal com a personatge de la literatura artúrica és el d'un jutge, verificador de la vàlua real dels cavallers, i com a tal els altres personatges el consideren alhora com a benèvol i aterridor. Al Sir Galvany, Bercilak es transformat en Cavaller verd per la Fada Morgana, gran enemiga del Rei Artús, per a posar a prova la seva cort. A The Greene Knight és transformat per una altra dona però amb el mateix propòsit. En ambdues històries, el misteriós cavaller envia la seva dona per a seduir Galvany com una prova més.
Al Sir Galvany, el Cavaller es anomenat "Verd" perquè tant la seva pell com la seva vestimenta són verdes. El significat d'aquest fet ha desconcertat els estudiosos des del descobriment del poema, i han proposat diverses interpretacions. Sovint se l'identifica amb "l'Home verd", un "home-vegetal" present en l'art medieval com a record d'una figura de la mitologia celta. També se l'ha interpretat com un símbol cristià o, al contrari, com al propi diable. L'erudit medievalista C. S. Lewis va dir que el personatge era "tan viu i concret com qualsevol imatge en la literatura" J. R. R. Tolkien el va considerar el "personatge més difícil d'interpretar" en la introducció de la seva edició del Sir Galvany i el Cavaller verd.